# أندي كلارك (مغني)
أندي كلارك (بالإنجليزية: Andy Clark)‏ هو مغني بريطاني، ولد في 1944.

## وصلات خارجية
- أندي كلارك على موقع ميوزك برينز (الإنجليزية)
- أندي كلارك على موقع أول ميوزيك (الإنجليزية)
- أندي كلارك على موقع ديسكوغز (الإنجليزية)
- أندي كلارك على موقع ديسكوغز (الإنجليزية)